# جيسيكا بيني
جيسيكا ماري بيني (بالإنجليزية: Jessica Marie Penne؛ مواليد 30 يناير 1983) هي مُقاتلة فنون قتالية مختلطة أمريكية.

## وصلات خارجية
- جيسيكا بيني على موقع يو إف سي (الإنجليزية)
- جيسيكا بيني على موقع بيلاتور (الإنجليزية)
- جيسيكا بيني على موقع شيردوغ (الإنجليزية)
- جيسيكا بيني على موقع Tapology.com (الإنجليزية)
- جيسيكا بيني على موقع فايت ماتريكس (الإنجليزية)
- جيسيكا بيني على موقع IMDb (الإنجليزية)